# Andra Day
Andra Day,, właśc. Cassandra Monique Batie (ur. 30 grudnia 1984 w Edmonds) – amerykańska piosenkarka, aktorka i autorka tekstów. Laureatka Złotego Globu za rolę Billie Holiday w filmie biograficznym The United States vs. Billie Holiday (2021)

## Życiorys

### Wczesne życie i edukacja
Andrea Day urodziła się 30 grudnia 1984 w Edmonds na terenie stanu Waszyngton. W wieku trzech lat przeprowadziła się wraz z rodzicami i rodzeństwem do San Diego w Kalifornii, gdzie uczęszczała do szkoły podstawowej w Valencia Park. W 2003 roku ukończyła San Diego School of Creative and Performing Arts. Po zakończeniu edukacji podjęła się wielu prac, m.in. jako animatorka dla dzieci lub roznosiciel gazet.
Day od małego była rozwijana kulturowo. W wieku pięciu lat zaczęła uczestniczyć na zajęciach z tańca oraz śpiewała w chórze kościelnym. Artystycznie rozwijała się również w szkole podstawowej, gdzie uczęszczała na zajęcia z teatru. Dorastała słuchając artystek takich jak Whitney Huston czy Aretha Franklin, jednak w wieku 11 lat za namową nauczyciela ze szkoły zaczęła słuchać Billie Holiday, która wzbudziła jej zafascynowanie muzyką jazzową:

„Barwa jej głosu i frazowanie nie przypominały żadnej innej znanej mi piosenkarki, Whitney Houston, Arethy Franklin, Gladys Knight, Patti LaBelle czy Chaki Khan. Brzmiała dla mnie jak pociąg, który zaraz się wykolei, a jednak tego nie robi. Uzależniłam się od niej.”

### Kariera muzyczna

#### 2010−2015: Początki kariery
W 2010 Andra Day przeprowadziła się do Los Angeles, gdzie wspólnie ze swoim menadżerem organizowała show w galeriach handlowych. Nagranie z jednego występu zobaczyła ówczesna żona Steviego Wondera, Kai Millard Morris, i postanowiła pokazać je mężowi, po czym Wonder postanowił skontaktować się z Day. Mimo braku początkowej współpracy, po roku para znów nawiązał kontakt, po czym Wonder przedstawił Day producentowi Adrianowi Gurvitzowi, który pracował przy debiutanckim albumie piosenkarki.
W 2011 Day nawiązała współpracę z Buskin Records, firmą założoną przez Jeffreya Evansa, który został jej menedżerem w 2013 roku. W 2012 roku zaczęła udostępniać filmiki na portalu YouTube, które zaczęły zdobywać popularność. Publikowała covery piosenek znanych artystów, m.in. „Lose Yourself” Eminema, „Mamma Knows Best” Jessie J. Dodatkowo zasłynęła z tworzenia połączeń dwóch utworów takich jak „Big Poppa” The Notorious B.I.G. z „Let’s Get It On” Marvina Gaye’a oraz „He Can Only Hold Her” Amy Winehouse i „Doo Wop (That Thing)” Lauryn Hill. Dzięki popularności jej filmików, wspólnie z Buskim Records zawarła umowę na pierwszy album studyjny z Warner Records.

#### 2015-2019: Cheers to the Fall
28 sierpnia 2015 roku został wydany pierwszy album studyjny Day, Cheers to the Fall. Krążek zawierał 13 utworów z gatunku R&B. Wspólnie z Andrą Day nad albumem pracowali: Raphael Saadiq, Questlove, James Poyser, DJ Jazzy Jeff i The Dap-Kings. Magazyn Billboard przyznał albumowi 3,5/5 gwiazdki, zaś portal AllMusic przyznał mu 4/5 gwiazdek. Dodatkowo osiągnął on 48. miejsce na liście Billboard 200 i 6. miejsce na liście najlepszych albumów R&B/Hip-Hop Billboardu. Album otrzymał dwie nominacje do Nagrody Grammy za Najlepszy album R&B oraz najlepszy występ R&B (za piosenkę „Rise Up”).
W 2015 wykonała serie koncertów wspólnie z Lennym Kravitzem. W tym samym roku wystąpiła na: rozdaniu BET Awards, ceremoniach zamknięcia Olimpiad Specjalnych; oraz w programach telewizyjnych takich jak Jimmy Kimmel Live! oraz Good Morning America. W październiku 2015 zaśpiewała piosenkę „Rise Up” w Białym Domu, a w listopadzie i grudniu 2015 pojawiła się u boku Steviego Wondera w reklamie Apple TV, w której zaśpiewali piosenkę Wondera „Someday at Christmas”.
15 lutego 2016 wystąpiła wraz z Ellie Goulding na 58. ceremonii wręczenia nagród Grammy, wykonując w duecie piosenkę „Rise Up” oraz utwór „Love Me Like You Do”. W maju 2016 roku Day zawarła umowę z McDonald’s i Coca-Colą, dzięki której jej wizerunek znalazł się na 40 milionach filiżanek w McDonald’s. 18 października wydała minialbum Merry Christmas from Andra Day, który składała się z pięciu utworów świątecznych. W listopadzie 2016 rozpoczęła się jej trasa koncertowa Cheers to the Fall Tour. Pierwszy koncert odbył się 2 listopada w San Diego, zaś ostatni 7 grudnia w Huston. W grudniu 2016 otrzymała nagrodę Powerhouse Performer na gali Billboard Women in Music.
W 2017 zagrała niewielką role w filmie biograficznym Marshall. Dodatkowo zaśpiewała piosenkę do filmu zatytułowaną „Stand Up For Something". Utwór został napisany przez Commona (również użyczył głosu do piosenki) oraz Diane Warren. W związku z nominacją piosenki do Nagrody Akademii, została ona wykonana przez Andre Day i Commona na 90. ceremonii wręczenia Oscarów. W 2017 wystąpiła wspólnie z Commnem i chórem dziecięcym Baltimore Children’s Choir w programie The View, gdzie wykonała piosenkę „Rise Up”. Występ został nominowany do Daytime Emmy Awards. 24 marca 2018 wspólnie z Baltimore Children’s Choir otworzyła March for Our Lives w Waszyngtonie.

#### Od 2019: The United States vs. Billie Holiday
W 2019 rozpoczęła prace nad filmem biograficznym o Billie Holiday, w którym Day zagrała główną rolę. Zdjęcia do filmu rozpoczęły się w październiku 2019, a według słów Day musiała ona schudnąć 20 kg w ramach przygotowania do roli. Wraz z filmem została stworzona ścieżka dźwiękowa, która zawierała 12 utworów związanych z główną bohaterką filmu. Dodatkowo została stworzona piosenka oryginalna „Tigress & Tweed”.
18 kwietnia 2020 zaśpiewała piosenkę „Rise Up” na koncercie charytatywnym Together at Home organizowanym przez WHO oraz Lady Gagę, podczas pandemii COVID-19. 19 lutego 2021 została wydana ścieżka dźwiękowa do filmu o Billie Holiday, zaś sam film zatytułowany Stany Zjednoczone kontra Billie Holiday, miał swoja premierę 26 lutego. Rola Andry Day była komentowana pozytywnie, szczególnie, iż był to debiut Day w dużej filmowej roli. Rola w filmie przyniosła jej Złotego Globa oraz BET Award; dodatkowo Day została nominowana do Oscara oraz Critics’ Choice Move Awards. Dodatkowo Day otrzymała Nagrodę Grammy w kategorii Najlepsza ścieżka dźwiękowa za soundtrack do filmu.
W styczniu 2022 ogłoszono, że Andra Day wystąpi w horrorze autorstwa Lee Danielsa The Deliverance.

## Dyskografia
Albumy studyjne
- Cheers to the Fall (2015)

Ścieżki dźwiękowe
- The United States vs. Billie Holiday (Music from the Motion Picture) (2021)

EP
- Spotify Sessions with Andra Day (2016)[58]
- Merry Christmas from Andra Day (2016)

## Filmografia
Filmy fabularne
| Rok  | Tytuł                                | Rola                  |
| ---- | ------------------------------------ | --------------------- |
| 2017 | Marshall                             | Piosenkarka u Mintona |
| 2017 | Auta 3                               | Sweet Tea (głos)      |
| 2021 | The United States vs. Billie Holiday | Billie Holiday        |
| 2023 | The Deliverance                      | Ebony                 |

## Nagrody i nominacje
| Nagroda                       | Rok  | Nominacja                                                            | Kategoria                                                    | Rezultat  | Przypis |
| ----------------------------- | ---- | -------------------------------------------------------------------- | ------------------------------------------------------------ | --------- | ------- |
| Nagroda Akademii (Oscar)      | 2021 | The United States vs. Billie Holiday                                 | Najlepsza aktorka pierwszoplanowa                            | Nominacja | [ 60 ]  |
| Nagroda BET                   | 2016 | Ona sama                                                             | Najlepszy nowy artysta                                       | Nominacja | [ 61 ]  |
| Nagroda BET                   | 2016 | Ona sama                                                             | Najlepsza artystka R&B                                       | Nominacja | [ 61 ]  |
| Nagroda BET                   | 2016 | „Rise Up”                                                            | BET Her Award                                                | Nominacja | [ 61 ]  |
| Nagroda BET                   | 2021 | The United States vs. Billie Holiday                                 | Najlepsza aktorka                                            | Wygrana   | [ 53 ]  |
| Nagroda Black Reel            | 2018 | „Stand Up For Something”                                             | Wybitna piosenka oryginalna                                  | Nominacja | [ 62 ]  |
| Nagroda Black Reel            | 2021 | The United States vs. Billie Holiday                                 | Najlepsza aktorka                                            | Nominacja | [ 63 ]  |
| Nagroda Black Reel            | 2021 | „Tigress & Tweed”                                                    | Wybitna piosenka oryginalna                                  | Nominacja | [ 63 ]  |
| Nagroda Black Reel            | 2021 | The United States vs. Billie Holiday                                 | Najlepszy przełomowy występ aktorki                          | Wygrana   | [ 63 ]  |
| Nagroda Critics' Choice Movie | 2021 | The United States vs. Billie Holiday                                 | Najlepsza aktorka                                            | Nominacja | [ 55 ]  |
| Nagroda Critics' Choice Movie | 2021 | „Tigress & Tweed”                                                    | Wybitna piosenka oryginalna                                  | Nominacja | [ 55 ]  |
| Nagroda Emmy                  | 2018 | Występ z piosenką „Rise Up” w programie The View                     | Wybitny występ muzyczny w programie dziennym                 | Nominacja | [ 42 ]  |
| Nagroda Grammy                | 2016 | Cheers to the Fall                                                   | Najlepszy album R&B                                          | Nominacja | [ 64 ]  |
| Nagroda Grammy                | 2016 | „Rise Up”                                                            | Najlepszy wykonanie R&B                                      | Nominacja | [ 64 ]  |
| Nagroda Grammy                | 2022 | The United States vs. Billie Holiday (Music from the Motion Picture) | Najlepsza ścieżka dźwiękowa kompilacji dla mediów wizualnych | Wygrana   | [ 65 ]  |
| NAACP Image Awards            | 2016 | Ona sama                                                             | Wybitny nowy artysta                                         | Nominacja | [ 66 ]  |
| NAACP Image Awards            | 2018 | Ona sama                                                             | Wybitna artystka                                             | Nominacja | [ 67 ]  |
| NAACP Image Awards            | 2018 | „Stand Up For Something”                                             | Wybitna współpraca                                           | Nominacja | [ 67 ]  |
| NAACP Image Awards            | 2021 | The United States vs. Billie Holiday                                 | Wybitna aktorka w filmie fabularnym                          | Nominacja | [ 68 ]  |
| NAACP Image Awards            | 2021 | The United States vs. Billie Holiday (Music from the Motion Picture) | Wybitna ścieżką dzwiękowa                                    | Nominacja | [ 68 ]  |
| Złoty Glob                    | 2021 | The United States vs. Billie Holiday                                 | Najlepsza aktorka – dramat filmowy                           | Wygrana   | [ 69 ]  |